# Olof Skoglund
Karl Olof Martin Skoglund, född 12 maj 1925 i Doverstorp, Risinge, Östergötlands län, död 16 april 2018 i Stockholm, var en svensk diplomat.

## Biografi
Skoglund var son till förste vice talman Martin Skoglund och Elsa, född Andersson. Han tog juris kandidatexamen i Uppsala 1951, var reservofficer vid Norrbottens regemente (I 19) och genomförde tingstjänstgöring 1952–1955 innan han blev attaché vid Utrikesdepartementet (UD) 1955. Skoglund tjänstgjorde i Lissabon 1956, vid UD 1958, i Washington, D.C. 1960, vid UD 1964 och i Moskva 1968. Han tjänstgjorde vid Sveriges ständiga representation vid FN i New York 1971 och var ambassadör i Monrovia, jämväl i Abidjan, Freetown, Conakry, Bissau och Praia 1976–1977.
Skoglund var därefter minister i London 1977–1981, ambassadör i Prag 1981–1985 samt var ambassadör i Kinshasa, Brazzaville, Libreville, Yaoundé, Bangui och Malabo med placering i Stockholm 1985–1990. Han var till utrikesministerns förfogande bland annat vid förhandlingsuppdrag från 1990.
Skoglund gifte sig 1962 med Monica Kylén (1926–2013), dotter till tandläkaren Gert Kylén och gymnastikdirektrisen Rigmor, född Strige.